# ITunes Originals – Yeah Yeah Yeahs
iTunes Originals - Yeah Yeah Yeahs – album Yeah Yeah Yeahs z serii iTunes Originals, wydany 20 października 2009. Składa się z utworów granych na żywo, wcześniej nagranych utworów studyjnych oraz wywiadów. Jest dostępny jedynie poprzez iTunes Store.

## Lista utworów
1. iTunes Originals - 0:03
2. It's the Year to Be Hated (wywiad) - 2:39
3. Our Time (iTunes Originals Version) - 3:08
4. A Love Song In the Truest Sense (wywiad) - 2:28
5. Maps (iTunes Originals Version) - 3:59
6. Conga Line Around a Dead Dog (wywiad) - 1:34
7. Y Control - 4:02
8. The Studio As Laboratory (wywiad) - 3:29
9. Gold Lion - 3:08
10. Back From the Dead (wywiad) - 1:11
11. Cheated Hearts - 3:58
12. Darker Side of Yeah Yeah Yeahs (wywiad) - 1:41
13. Down Boy - 3:54
14. Something Tangy, Something Sour (wywiad) - 1:16
15. Dull Life (iTunes Originals Version) - 3:47
16. Glam Rock Murder On the Dancefloor (wywiad) - 1:30
17. Heads Will Roll - 3:41
18. Rewarding Love Song (wywiad) - 1:26
19. Hysteric (iTunes Originals Version) - 4:10
20. Range of Musicianship (wywiad) - 1:28
21. Runaway (iTunes Originals Version) - 4:36